# Indohyus
Indohyus (gr. 'porc de l'Índia') és un gènere extint de mamífer artiodàctil, conegut a partir de fòssils de l'Eocè. Al desembre del 2007, un article de la revista Nature de Thewissen et al, basat en un esquelet excepcionalment complet dIndohyus provinent del Caixmir, indicà que els raoèl·lids com Indohyus podien ser l'enllaç perdut entre els mamífers terrestres i els cetacis.